# Керролл (округ, Теннессі)
Шаблон:StateAbbr_ 35°59′ пн. ш. 88°27′ зх. д. / 35.98° пн. ш. 88.45° зх. д.
Округ  Керролл (англ. Carroll County) — округ (графство) у штаті  Теннессі, США. Ідентифікатор округу 47017.

## Історія
Округ утворений 1821 року.

## Демографія
За даними перепису 2000 року загальне населення округу становило 29475 осіб, зокрема міського населення було 5017, а сільського — 24458. Серед мешканців округу чоловіків було 14148, а жінок — 15327. В окрузі було 11779 домогосподарств, 8394 родин, які мешкали в 13057 будинках. Середній розмір родини становив 2,9.
Віковий розподіл населення поданий у таблиці:
| Стать    | До 15 років | 15-21 | 22-29 | 30-39 | 40-49 | 50-65 | 65-85 | Понад 85 |
| -------- | ----------- | ----- | ----- | ----- | ----- | ----- | ----- | -------- |
| Чоловіки | 2821        | 1388  | 1372  | 2074  | 1951  | 2492  | 1858  | 192      |
| Жінки    | 2788        | 1306  | 1399  | 2015  | 2052  | 2714  | 2547  | 506      |

## Суміжні округи
- Генрі — північний схід
- Бентон — схід
- Декатур — південний схід
- Гендерсон — південь
- Медісон — південний захід
- Ґібсон — захід
- Віклі — північний захід

## Виноски
1. ↑  U.S. Decennial Census. United States Census Bureau. Архів оригіналу за 26 квітня 2015. Процитовано 2 квітня 2015.
2. ↑  Historical Census Browser. University of Virginia Library. Архів оригіналу за 11 Серпня 2012. Процитовано 2 квітня 2015.
3. ↑  Forstall, Richard L., ред. (27 березня 1995). Population of Counties by Decennial Census: 1900 to 1990. United States Census Bureau. Архів оригіналу за 21 Лютого 2015. Процитовано 2 квітня 2015.
4. ↑  Census 2000 PHC-T-4. Ranking Tables for Counties: 1990 and 2000 (PDF). United States Census Bureau. 2 квітня 2001. Архів оригіналу (PDF) за 18 Грудня 2014. Процитовано 2 квітня 2015.
5. ↑  State & County QuickFacts. United States Census Bureau. Архів оригіналу за 8 липня 2011. Процитовано 29 листопада 2013.(англ.) Наведено за англійською вікіпедією.
6. ↑  American FactFinder. Бюро перепису населення США. Архів оригіналу за 29 липня 2011. Процитовано 31 січня 2008.

| США | Це незавершена стаття з географії США. Ви можете допомогти проєкту, виправивши або дописавши її. |